# Sigvarður Þéttmarsson
Sigvarður Þéttmarsson († 1268) war ab 1238 Bischof von Skálholt im Süden von Island.

## Abstammung und Werdegang
Sigvarður Þéttmarsson stammte aus Norwegen. Dort war er zunächst Abt in Selje (heutige Provinz Vestland) gewesen.
Er war der erste einer Reihe von Bischöfen ausländischer Abstammung auf isländischen Bischofsstühlen. Dies hing nicht zuletzt mit der veränderten politischen Lage in Island zusammen. Befand sich das Land doch im 13. Jahrhundert in einem bürgerkriegsähnlichen Zustand, und die Könige von Norwegen trachteten danach, es in ihre Gewalt zu bekommen.
Nachdem beide isländischen Bischofsstühle etwa zur selben Zeit verwaist waren, hatten die Isländer nach ihrer Sitte im Parlament neue Bischöfe gewählt und sie zum für die Weihe zuständigen Erzbischof nach Nidaros in Norwegen gesandt. Jedoch wurde keiner dieser Männer zum Bischof geweiht. Der norwegische König Håkon der Alte wollte seinen Einfluss in Island erhöhen und bewegte infolgedessen den Erzbischof dazu, beide Bischofsstühle mit ihm genehmen Norwegern zu besetzen.

## Mitten im Gefecht
Sigvarður trat sein Amt als Bischof von Skálholt 1238 an. Er wurde prompt in diverse Auseinandersetzungen der Sturlungen-Zeit verwickelt.
Berühmtheit erlangte der Vorfall, als sich Kämpfe zwischen Órækja Snorrason, der den Tod seines Vaters Snorri Sturluson rächen wollte, und Gissur Þorvaldsson, der sich nach Skálholt geflüchtet hatte, bis in Kirche und Vorgarten des Bischofs hineinzogen und der Bischof dieses Treiben dadurch stoppte, dass er in vollem Ornat auf der Schwelle erschien und den Kirchenbann über Órækja Snorrason verhängte. Gissur Þorvaldsson hatte 1241 die Männer angeführt, die auf Befehl des norwegischen Königs Snorri Sturluson getötet hatten.
Als er 1242 zusammen mit Steinvǫr Sighvatsdóttir einen Streit schlichten sollte, vertrauten die Sturlungen eher dem Urteil ihrer Verwandten als dem Bischof.

## Alter
In den Jahren 1250 bis 1254 weilte der Bischof im Ausland und Brandur Jónsson vertrat ihn im Amte.
Als 1267 mit Jörundur Þorsteinsson ein neuer Bischof von Hólar gewählt wurde, wurde dieser kurzfristig als Bischof über ganz Island bestimmt, weil Sigvarður zu hinfällig geworden war, um seinem Amt nachgehen zu können.
Árni Þorláksson wurde nun nach Skálholt entsandt, um die Amtsgeschäfte in Vertretung zu übernehmen, und nach dem Tode von Sigvarður im nächsten Jahr übernahm er den Bischofsstuhl.